# Complexe industriel carcéral
 (novembre 2023).
La mise en forme du texte ne suit pas les recommandations de Wikipédia : il faut le « wikifier ».
Les points d'amélioration suivants sont les cas les plus fréquents. Le détail des points à revoir est peut-être précisé sur la page de discussion.
- Les titres sont pré-formatés par le logiciel. Ils ne sont ni en capitales, ni en gras.
- Le texte ne doit pas être écrit en capitales (les noms de famille non plus), ni en gras, ni en italique, ni en « petit »…
- Le gras n'est utilisé que pour surligner le titre de l'article dans l'introduction, une seule fois.
- L'italique est rarement utilisé : mots en langue étrangère, titres d'œuvres, noms de bateaux, etc.
- Les citations ne sont pas en italique mais en corps de texte normal. Elles sont entourées par des guillemets français : « et ».
- Les listes à puces sont à éviter, des paragraphes rédigés étant largement préférés. Les tableaux sont à réserver à la présentation de données structurées (résultats, etc.).
- Les appels de note de bas de page (petits chiffres en exposant, introduits par l'outil «  Source ») sont à placer entre la fin de phrase et le point final[comme ça].
- Les liens internes (vers d'autres articles de Wikipédia) sont à choisir avec parcimonie. Créez des liens vers des articles approfondissant le sujet. Les termes génériques sans rapport avec le sujet sont à éviter, ainsi que les répétitions de liens vers un même terme.
- Les liens externes sont à placer uniquement dans une section « Liens externes », à la fin de l'article. Ces liens sont à choisir avec parcimonie suivant les règles définies. Si un lien sert de source à l'article, son insertion dans le texte est à faire par les notes de bas de page.
- La présentation des références doit suivre les conventions bibliographiques. Il est recommandé d'utiliser les modèles {{Ouvrage}}, {{Chapitre}}, {{Article}}, {{Lien web}} et/ou {{Bibliographie}}. Le mode d'édition visuel peut mettre en forme automatiquement les références.
- Insérer une infobox (cadre d'informations à droite) n'est pas obligatoire pour parachever la mise en page.

Pour une aide détaillée, merci de consulter Aide:Wikification.
Si vous pensez que ces points ont été résolus, vous pouvez retirer ce bandeau et améliorer la mise en forme d'un autre article.

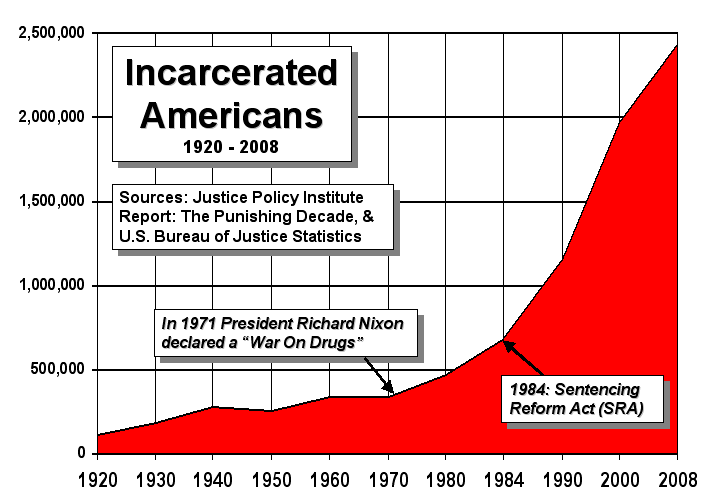
Évolution de l'incarcération aux États-Unis

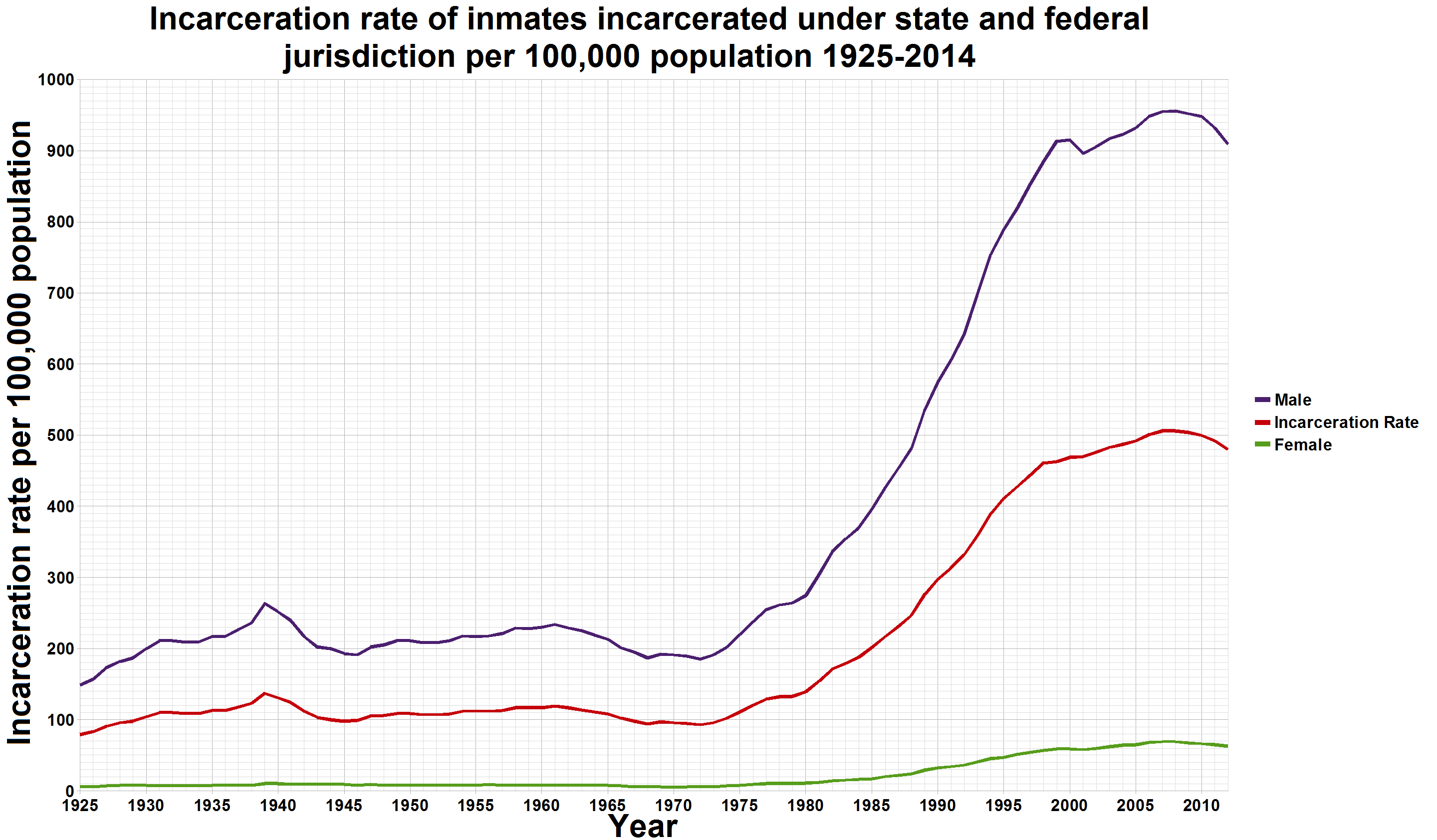
Incarcération aux États-Unis

L'expression complexe industriel carcéral, ou CIC, en anglais « prison industrial complex », ou industrie de la punition (en anglais : prison-industrial complex) ou privatisation carcérale, fait référence aux relations économiques et politiques entre les législateurs, les gouvernements et certains monopoles et lobbyies qui gèrent le secteur des prisons privées en agissant en tant que fournisseurs de biens et de services aux agences gouvernementales responsables du système pénitentiaire. 
Il n'existe pas de "prisons totalement privées" au sens strict (elles n'appartiennent pas à une personne privée, et leur finalité n'est jamais exclusivement privée. Elles sont « exploitées » par une entreprise privée pour le compte de l'État, via un contrat). Dans de nombreux pays, on observe néanmoins une tendance à la privatisation carcérale et à une gestion carcérale déléguée à des tiers privé par l'Etat régalien. La notion de complexe industriel carcéral sous-tend qu'il existe un lien d'intérêt entre la promotion de l'extension du nombre de places de prisons et l'explosion du nombre de prisonniers et un « recours croissant à des stratégies de détention découplées de la question pénale » (avec notamment un nombre croissant de centres de détention pour immigrants, migrants, réfugiés alors que s'épanouit une industrie de la surveillance de masse,, maintenant assistée par l'IA. Ce complexe industriel tire bénéfice de la construction et parfois de la gestion de l'infrastructure carcérale, et parfois du travail de dizaines de milliers de personnes criminalisées et emprisonnées (qualifiées de personnes punies parfois transformés en marchandises consommables à des fins de divertissement par Lynch en 2004  ou Loader en 2009 ), ou encore de "prisonniers du profit" par un titre du Huffington Post qui, après une enquête basée sur des « transcriptions judiciaires, rapports de police, audits et dossiers d’inspection (...) du département de la justice juvénile de Floride », dénonce le manque de nourriture et de nourriture saine, les conditions de vie (bagarres quotidiennes, manque d'activités alternatives), les conditions sanitaires (parfois pas de papier-toilette, de protection hygiéniques, de soutien-gorge, d'accès aux soins médicaux...), les maltraitances, viols, violences et le non-respect des droits humains subis dans nombre de prisons privées pour mineurs, gérées pour maximaliser les profits financiers qu'en tirent des groupes comme le Correctional Services Corp., puis la Thompson Academy. société montée par de James F. Slattery, rebaptisée Youth Services International qui continuent à contractualiser avec l'Etat de Floride et dans 15 autres États, malgré les preuves croissantes d’abus graves et répétés de leur part depuis des décennies),.
L'analyse critique de ce « complexe industriel » est notamment faite et/ou utilisée par les promoteurs de la justice transformatrice et de l'abolitionnisme carcéral ou pénal.
En 2024, en France, plus de la moitié des détenus le sont dans des prisons où certaines missions ont été transmises au secteur privé, selon un modèle dit "intermédiaire".

## Définition
Les activités de surveillance, répression, prévention et de pénalisation sont sources de plus-value pour leurs opérateurs privés, mais l'étendue et la signification de ces plus-value sont débattues et de nombreuses études ont montré qu'elles « visent massivement des groupes racisés ». le concept de CIC (complexe industriel carcéral) peut être utilisé dans le champ de l'abolitionnisme, ou non : il est utilisé par des « critiques du capitalisme et du racisme demeurant tout à fait étrangère à l’abolitionnisme. Cela est illustré par l’usage qu’en font les sociologies du ‘virage punitif’, qui sont de façon caractéristique non abolitionnistes (Carrier, 2010). Et lorsque le CIC est effectivement constitué comme une logique abolitionniste, cela problématise les usages capitalistes et racistes de l’incarcération (...) ».
Au sens large, le « complexe industriel carcéral » regroupe toutes les entreprises et tous les prestataires de services qui profitent économiquement du système carcéral, et en particulier qui tirent profit du travail (Travaux forcés à certaines époques et/ou dans certains pays) des prisonniers, mais aussi des marchés de construction, d'entretien et de démolition des prisons et installations annexes, des marchés des technologies et moyens humains de surveillance, des marchés de services alimentaires, médicaux (services et installations médicales), d'éducation et de formation des détenus, mais aussi de suivi et contrôle des prisonniers en liberté conditionnelle. On y associe aussi les avocats, cabinets d'avocats et certains groupes de défense censés représenter les prisonniers.
La promotion de la construction de prisons comme moyen de créer des emplois, et le recours au travail des prisonniers, sont également cités comme éléments du complexe pénitentiaire-industriel. L'« industrie de la punition » implique un réseau d'entreprises et d'acteurs motivés par le profit qu'ils tirent des partenariats public-privé et de l'intensification des emprisonnements. Le Rutherford Institute  et l'American Civil Liberties Union (ACLU), par exemple, estiment que le désir de gain monétaire est ce qui a conduit à la croissance de l'industrie pénitentiaire et à la croissance explosive de la population carcérale aux États-Unis.
Selon Nicolas Carrier (sociologue à la Carleton University), et Justin Piché (Chercheur à l'Université d’Ottawa, cherchant à expliquer l'expansion des prison au Canada), il existe des processus contemporains d’intensification pénale et de l'emprisonnement. Ces processus témoignent du renforcement d'un capitalisme « dans lequel la privation de liberté est conçue pour maximiser l’accumulation de richesse et d’autres formes de pouvoir », en visant « de façon disproportionnée des populations différenciées selon des marques de classe, de race, de genre, d’hétéronormativité, d’âge et d’aptitudes ». Certains universitaires font aussi un lien entre l'abaissement de l'âge de la responsabilité pénale et la privatisation des prisons.
Des chercheurs et des groupes militants, souvent classés sous l'étiquette de l'abolitionnisme, tels que par exemple l'Organisation nationale (américaine) pour la réforme des lois sur la marijuana (NORML) soutiennent que le complexe carcéral-industriel perpétue la croyance erronée selon laquelle la prison est une solution efficace à des problèmes sociaux tels que le sans-abrisme, le chômage, la toxicomanie, la maladie mentale et l'analphabétisme.

## Sémantique
Cette formulation (« complexe industriel carcéral ») est dérivée du concept de l'expression complexe militaro-industriel, apparue dans les années 1950 ; Selon Carrier (2015), « il est préférable de concevoir le lien entre le complexe industriel carcéral et le complexe militaire industriel en termes métaphoriques plutôt qu’analogiques ». 

## Histoire
L'expression « complexe industriel carcéral » est apparue dans le contexte des études et analyses économiques, juridiques et sociologiques critiques. Elle trouve des racines dans les études montrant une forme de passage de l'esclavage au travail contraint en prison (y compris pour des enfants parfois), avec notamment le louage de prisonniers noirs aux États-Unis après l'abolition officielle de l'esclavage documenté et étudié par Angela Davis, puis, au XXème siècle, de certaines formes de privatisation du système carcéral, qui semblent avoir encouragé une croissance exponentielle de la population carcérale aux États-Unis et en Europe ces dernières années. Ce complexe industriel s'est épanoui dans le contexte du modèle néolibéral américain et thatchérien qui s'est étendu dans le monde (avec notamment la notion de "nouveau management public"). Cette expression évoque aussi l'influence politique des sociétés pénitentiaires privées, qui n'a pas réduit la violence aux Etats-Unis, qui permet d'abusivement emprisonner et exploiter certaines populations ostratisées (ouigour en Chine) et pourrait en partie expliquer la (sur) pénalisation des personnes étrangères et ostracisées (étrangers, pauvres, personnes racisées, sexisées et queer) selon M Coquet (2023). 
Le modèle français est celui d'une gestion déléguée intermédiaire. On peut le situer entre la « délégation pénitentiaire » complète (modèle anglo-saxon), et le modèle d'une gestion entièrement prise en charge par le secteur public (comme en Italie ou Allemagne où le recours au privé, dans les années 2020 est encore exceptionnel et expérimental). En France le recours au privé s'est surtout fait à l'occasion des nouvelles constructions de prisons ou places pénitentiaires, « sans mise en concurrence des modes de gestion public et privé comme dans les pays anglo-saxons (par exemple lors des appels d'offres) ».

### En France
Dans ce pays, selon la Direction de l'information légale et administrative (DILA, rattachée aux services du Premier ministre, qui gère aussi les sites Légifrance et Service-public.fr), et d'après le site Vie Publique (2024) : « La privatisation des établissements pénitentiaires constitue une étape importante de la politique pénitentiaire. La loi du 22 juin 1987 met en place un modèle intermédiaire dans lequel l'État conserve certaines missions et institue un système de contrôle des établissements pénitentiaires sous gestion déléguée. En 2017, 30 ans après la promulgation de la loi, 54% de la population carcérale est confiée à des prisons en gestion privée. Le problème de la surpopulation carcérale, un des arguments en faveur de la privatisation, demeure ». 
Depuis la révolution française et la prise de la bastille, la gestion pénitentiaire publique a rarement été entièrement publique : Depuis 1789, les missions de greffe, de surveillance des détenus et de direction des établissements ont toujours été remplies par l'autorité publique, avec selon les époques, certains rôles délégués au privé.
1789-1898 : Régime de l'entreprise générale (hérité de l'Ancien régime) : l'État paie un prix de journée par personne incarcérée, en contrepartie, l'acteur privé assure la gestion courante (buanderie, chauffage, nourriture) et dispose de la force de travail (obligatoire jusqu'en 1945, voire 1987) des détenus. Au tournant du XXe siècle, ce régime est abandonné, d'abord pour les maisons centrales, puis pour les maisons d'arrêt : l'administration reprend en main toutes les missions pénitentiaires.
1898-1927 : Régime de l'entreprise générale et régie publique
1927-1987 : Régie publique
1987-2002 : Gestion déléguée et régie publique ; la loi de 1987 réintroduit le privé dans le monde carcéral. Désormais, la conception, la construction et une partie de la gestion peuvent être assurées pas le secteur privé sous forme de la gestion déléguée
2002-2017 : Gestion déléguée, partenariat public privé (PPP, qui sera abandonné en 2017) et régie publique
2017-.... : Gestion déléguée et régie publique.
Au début des années 1980, le parc pénitentiaire est en mauvais état ; vieillissant, parfois insalubre et souvent surpeuplé (début 1981, près de 37 000 détenus devaient se partager un peu plus de 27 000 places . Robert Badinter, alors garde des Sceaux et le gouvernement socialiste ne sont pas favorables à la construction de nouvelles prisons, leur préférant des mesures préventives et des alternatives à la prison. Le nombre de détenus continue à croître (ex : + 20% en 5 ans, de 1980 à 1985).
En 1986, « la nouvelle majorité parlementaire, conduite par le Premier ministre Jacques Chirac, croit à l'efficacité accrue du secteur privé. Face à la surpopulation, suscitant mutineries et grèves, le garde des Sceaux, Albin Chalandon, prône une rupture politique qui répond à quatre objectifs » :
- répression (avec durcissement des conditions de remise de peines) ;
- construction : ne plus réguler la hausse de la population carcérale par des amnisties et des grâces, mais par la construction de nouvelles places de prison, confiée à "d'autres personnes morales que l'État" ;
- modernisation du parc pénitentiaire, et amélioration des conditions de détention ;
- contrainte budgétaire : ne pas augmenter l'endettement public pour financer ces nouvelles prisons, mais confier cette tâche à des entreprises privées.

Albin Chalandon propose un projet de loi qui s'inscrit dans un large mouvement de privatisation du secteur public à l'œuvre dans les pays industrialisés à partir des années 1980, une tendance qui s'est notamment traduite par le concept de "nouveau management public" (NMP, aujourd'hui décrié en raison de ses effets pervers) qui se proposait de « transposer les outils, modes de gestion et d'organisation du secteur privé vers le secteur public. Mais la privatisation carcérale française répond également à certaines particularités hexagonales. »
Le projet, néanmoins « suscite craintes et interrogations : ne risque-t-il pas de favoriser les incarcérations aux dépens de mesures alternatives à l'incarcération, la prérogative de la puissance publique et la logique du marché sont-elles compatibles ? » Le projet est modifié et le financement intégral par les entreprises privées est abandonné : l'État financera des entreprises privées dans le cadre de marchés de conception-réalisation (l'État devient propriétaire dès l'achèvement de la construction). La loi promulguée le 22 juin 1987 met en place la gestion déléguée des prisons françaises avec le maintien des missions de greffe, de surveillance et de direction du côté de l'État. Le corps des surveillants pénitentiaires est maintenu dans la fonction publique. Le programme de construction dit "13 000" (initialement 15 000) est lancé dès 1987.
Le Conseil constitutionnel valide la constitutionnalité de la loi et entérine la distinction entre deux types de missions  : celles jugées régaliennes et celles pouvant être déléguées au secteur des entreprises. Les activités pouvant être déléguées couvrent trois champs : 1) entretien des infrastructures : maintenance, nettoyage ; 2) services à la personne : restauration, hôtellerie-blanchisserie, transport, cantine, santé, accueil familles ; 3) réinsertion : formation professionnelle, travail pénitentiaire.
Le rôle du secteur privé en prison évolue . Par exemple : 
- en 2001, la santé est à nouveau prise en charge par l'hôpital public (la loi du 18 janvier 1994 relative à la santé publique et à la protection sociale prévoit cette bascule qui devient effective en 2001 dans les établissements du "Programme 13 000", à l'expiration des contrats de concession).
- de 1987 à 2002, la privatisation est limitée 1) à la gestion fonctionnelle de la prison et 2) au marché de conception-réalisation.
- en 2010, l'« accueil des familles » est également confié au privé ; mais La loi pénitentiaire du 24 novembre 2009 confirme la distinction entre les « missions transférables » et « non transférables » au privé. Elle exclut toute « prison sous contrat de gestion privé » telles qu'on en trouve dans plusieurs pays anglo-saxons[1].
- en 2015, la formation professionnelle des détenus est confiée aux Conseils régionaux.

#### Secteur du BTP (constructions carcérales)
En France, l'État procède de deux manières :
- marché de conception-réalisation sous maitrise d'ouvrage public (MOP) avec financement public (depuis 1987) ; C'est toujours l'Etat qui finance les nouvelles prisons. Dans ces marchés, l'administration pénitentiaire devient propriétaire du bâti dès achèvement de la construction. Ensuite, elle peut assurer elle-même le fonctionnement ou la déléguer à des opérateurs privés[1].
- construction en location avec option d'achat (LOA) et en partenariat public-privé (PPP). Cette logique a été lancée en 2002 par la loi d'orientation et de programmation pour la justice (et par l'ordonnance du 17 juin 2004): l'État fourni le terrain, mais le financement, la conception/construction et la maintenance sont déléguées au secteur privé qui est rémunéré par un loyer versé par l'Etat au constructeur privé durant 25 à 30 ans (incluant la construction) ; l'État devient ensuite propriétaire du bâti. L'entreprise est bailleur de l'administration pénitentiaire, et assure la maintenance et de l'entretien des bâtiments. 14 prisons françaises ont ce statut, dont par exemple ceux de Riom, de Valence, de Lutterbach ou de Beauvais[1]. Quatre entreprises se partagent le marché des PPP, évalué à 2,1 milliards d'euros : Bouygues (58%), Eiffage Construction (15%), Spie Batignolles (15%) et Vinci (12%). Le contrat d'exploitation qui englobe également la gestion déléguée, prévoit des indicateurs de performance quantitatifs et qualitatifs, une obligation de résultat, sanctionnée de pénalités en cas de défaillance. S'il n'y a pas de véritable mise en concurrence public-privé, l'ordonnance de 2004 prévoit que la pertinence du choix d'un PPP doit être vérifiée en amont par le biais d'une comparaison du coût du PPP à celui de la solution classique[1]. 
Dans les années 2010, l'efficacité des PPP est remise en question : par la Cour des comptes en 2011, puis 2017, et par le Sénat en 2014). Leur durée fait qu'ils grèvent les budgets du ministère de la justice sur plusieurs décennies - les derniers PPP courent jusqu'en 2041. Ceci peut causer un effet d'éviction aux dépens de dépenses de fonctionnement ou d'investissement. Dans son rapport de 2011, la Cour des comptes dénonce également l'absence d'examen de soutenabilité budgétaire du projet PPP. 
En 2017, l'État a décidé de ne plus recourir aux PPP[1].

#### Gestion déléguée
Trois principaux groupements se partagent le marché de la gestion déléguée : Sodexo, Gepsa et Idex. Les barrières à l'entrée sont élevées : le dépôt d'un dossier de candidature est coûteux en temps et en argent. Les contrats de délégation courent sur des périodes de six à dix ans. L'administration pénitentiaire, qui assure toujours les missions de direction, de greffe et de surveillance, met en place une culture managériale de contrôle et de partenariat vis-à-vis des prestataires privés assurant construction et fonctionnement courant.

## Le travail en prison
Il permet de soutenir matériellement les détenus, de préparer et/ou favoriser leur réinsertion, et répondre à une logique de discipline. Trois types de travail peuvent être distingués :
1. service général (cantine, nettoyage, etc.) : ces activités sont en France souvent en gestion déléguée, et c'est le travail en prison le moins rémunéré. 50% des emplois de détenus le pratiquent, et ce type d'emploi tend à augmenter proportionellement aux autres ;
2. ateliers de production en concession : environ 40% des emplois de détenus en France. Ils se font en lien avec des « entreprises concessionnaires » qui bénéficient de coûts de production plus faibles, grâce notamment à des  cotisations patronales allégées (et c'est souvent aussi une alternative à des délocalisations). Concernant les salaires, la loi de 2009 formule comme objectif 45% du SMIC. La part des entreprises concessionnaires diminue depuis 20 ans, et plus encore depuis la pandémie de Covid 19)
3. service de l'emploi pénitentiaire : il se pratique en régie publique et correspond à moins de 10% des emplois de détenus en France.

En France, le travail en prison n'est plus obligatoire depuis la loi de 1987, mais il est favorisé : environ 30% des détenus travaillent. La loi pénitentiaire de 2009 instaure une obligation d'activité : formation, sport, enseignement ou travail, et a loi du 22 décembre 2021 pour la confiance dans l'institution judiciaire établit un « contrat de travail pénitentiaire » et des droits à la protection sociale). 

## Activités de surveillance et contrôle
Tous les pays pratiquant la gestion carcérale privée ont investi dans des services de surveillance et de contrôle. 
En France, ceux-ci se sont surtout développés à la suite du rapport de 2006 de la Cour des comptes. De nouveaux services sont créés au sein de la direction de l'administration pénitentiaire, mais aussi dans les établissements. 
Un fonctionnaire est chargé du suivi et du contrôle du prestataire privé (à l'aide d'objectifs quantifiés tel le délai d'intervention sur les infrastructures, la température dans les cellules, etc.). Il conseille le directeur d'établissement qui formule le cas échéant des pénalités financières. Chaque mois, le chef d'établissement discute avec le prestataire privé les résultats et le montant des éventuelles pénalités. 